# Fegime
FEGIME Deutschland ist eine Marktgemeinschaft mittelständischer Elektrogroßhändler in Deutschland mit Sitz in Nürnberg. In der FEGIME Deutschland sind 45 unabhängige Familienunternehmen des Elektrogroßhandels organisiert. Die Gesellschafter beschäftigen an rund 160 Standorten über 3.500 Personen. Sie sind ein Teil der europäischen Organisation FEGIME (Fédération Européenne des Grossistes Indépendants en Matériel Electrique).

## Gesellschafter
Die FEGIME Deutschland besteht aus 45 selbständigen mittelständischen Elektrogroßhandelsunternehmen, die ca. 160 Niederlassungen in ganz Deutschland betreiben. Diese Unternehmen sind unabhängig, arbeiten jedoch zusammen, um Wettbewerbsfähigkeit gegenüber größeren Wettbewerbern zu erhöhen.

## Geschichte
Die FEGIME Deutschland entstand über Jahrzehnte durch Fusionen von mittelständischen Marktgemeinschaften. Die erste Gemeinschaft wurde im Jahr 1958 gegründet. 1989 wurde die FEGIME Europa gegründet. Im Jahr 1997 wurde ein einheitliches Warenwirtschaftssystem eingeführt, 2001 der Zentraleinkauf implementiert. Im Jahr 2019 erfolgte die Übernahme des Systemhauses Geneon.

## Sortiment und Produkte
4 Mio. verschiedene Elektroartikel für den Elektrobedarf bei Handwerk und Industrie umfasst das Sortiment im Online-Shop, auf das registrierte Kunden der einzelnen Elektrohändler Zugriff haben. Über die bundesweite Vernetzung von über 160 Lagern (virtuelles Lager) sind 180.000 unterschiedliche Artikel aus dem Bereich Elektrotechnik von jedem einzelnen Elektrogroßhandel innerhalb von 48 Stunden lieferbar.

## Dienstleistungen
FEGIME Deutschland bietet eine Vielzahl von Dienstleistungen für seine Gesellschafter an. Dazu gehören zentrale Einkaufskonditionen und Produktdatenmanagement, Beratung in rechtlichen Fragen, Marketingwerkzeuge und Unterstützung beim Vertrieb. Hinzu kommen Prozessoptimierungen in Bereich Logistik sowie IT-Lösungen.

## Internationale Zusammenarbeit
FEGIME Deutschland ist Teil der FEGIME, einer internationalen Organisation, die in 21 Landesgesellschaften in 27 Ländern aktiv ist. Dies ermöglicht einen länderübergreifenden Austausch von Best Practices, Technologien und Innovationen. Hier vereinen sich insgesamt gut 260 unabhängige Familienunternehmen im Elektrogroßhandel.